# John Whiteaker

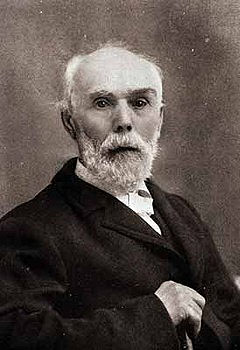
John Whiteaker

John Whiteaker (* 4. Mai 1820 im Dearborn County, Indiana; † 2. Oktober 1902 in Eugene, Oregon) war ein US-amerikanischer Politiker und von 1859 bis 1862 der erste Gouverneur des Bundesstaates Oregon.

## Frühe Jahre und Aufstieg in Oregon
John Whiteaker hat nur ganz kurz eine reguläre Schule besucht. Seine schulischen Kenntnisse hat er sich selbst durch Eigenstudium beigebracht. Während des Krieges mit Mexiko meldete er sich freiwillig, aber seine Einheit kam nicht zum Einsatz. Er arbeitete zunächst als Zimmermann und Schreiner, ehe er während des kalifornischen Goldrausches dem Ruf des Goldes folgte und an die Westküste zog. Dort war er so erfolgreich, dass er 1852 nach Oregon weiterreisen konnte. Seine Familie kam über den Oregon Trail ebenfalls in dieses damalige Territorium.
Im Lane County ließ er sich als Farmer nieder. Dort wurde er Mitglied der Demokratischen Partei. Im Jahr 1855 wurde er zum Richter am dortigen Nachlassgericht gewählt. 1857 wurde er auch Mitglied der territorialen Legislative. Nach der Verabschiedung einer Landesverfassung im selben Jahr wurde er von einer Fraktion seiner Partei zum ersten Gouverneur des neuen US-Bundesstaats gewählt. Seine Wahl erfolgte nur gegen einen Konkurrenten aus der eigenen Partei, weil der republikanische Kandidat noch vor der Wahl aufgegeben hatte.

## Gouverneur von Oregon
John Whiteaker wurde zwar am 8. Juli 1858 in sein neues Amt eingeführt, konnte es aber erst mit der offiziellen Aufnahme Oregons in den amerikanischen Staatsverband am 14. Februar 1859 antreten. Rein technisch gesehen hatte Oregon in der Übergangszeit zwei Gouverneure, da der Territorialgouverneur George Law Curry noch bis zum 14. Februar 1859 im Amt blieb. Praktisch hat aber Whiteaker sein neues Amt ohnehin erst im Februar 1859 übernommen. Als Gouverneur setzte er sich für den Aufbau einer eigenen Industrie in Oregon ein. Ein anderes Problem seiner Amtszeit war die gerechte Landverteilung. Darüber gab es heftige Debatten mit den verschiedenen Bewerbern.
Da sich Whiteaker in der nationalen Frage der Sklaverei auf die Seite der Südstaaten gestellt hatte, bekam er in Oregon, das mit großer Mehrheit gegen diese Institution eingestellt war, Probleme. Trotzdem konnte er seine Amtszeit regulär am 10. September 1862 beenden.

## Weiterer Lebenslauf
Nach dem Ende seiner Gouverneurszeit blieb Whiteaker politisch aktiv. Zwischen 1866 und 1868 und nochmals im Jahr 1870 war er Abgeordneter im Repräsentantenhaus von Oregon. Zeitweise war er sogar Präsident des Hauses. Danach war er Vorsitzender einer Kommission zur Untersuchung einer möglichen Umgehung der Wasserfälle des Willamette Rivers. Zwischen 1876 und 1879 war Whiteaker Mitglied des Staatssenats. Auch hier amtierte er zeitweise als Präsident der Kammer. Zwischen 1879 und 1881 vertrat er seinen Staat im US-Repräsentantenhaus in Washington. Nachdem er die Wiederwahl in den Kongress verfehlt hatte, wurde er mit der Leitung der Bundesfinanzbehörden in Oregon (Collector on Internal Revenue) beauftragt. Dieses Amt hatte er zwischen 1885 und 1890 inne. Danach zog er sich nach Eugene zurück, wo er seinen Lebensabend verbrachte. Dort ist er im Jahr 1902 auch verstorben. Er war mit Nancy Jane Hargrave verheiratet, mit der er sechs Kinder hatte.